# إليز ألان
إليز ألان هي مسيرة أعمال كندية، ولدت في عقد 1950.